# Сосуновский, Виктор Михайлович
Виктор Михайлович Сосуновский (р. 29 июня 1989) — белорусский борец греко-римского стиля, призёр чемпионатов мира и Европы, а также Европейских игр. Мастер спорта Республики Беларусь международного класса (2015). Представляет БФСО «Динамо».

## Биография
Родился в 1989 году в Борисове.
Вырос в семье где был только один вид спорта — греко-римская борьба.
Первый тренер — Ажигов Олег Хаматханович.
В 2015 году завоевал серебряную медаль чемпионата мира и бронзовую медаль Европейских игр. В 2018 году стал серебряным призёром чемпионата Европы.
На чемпионате мира 2018 года в Будапеште, Виктор сумел завоевать бронзовую медаль в весовой категории до 82 кг.
Спустившись в олимпийский вес стал Чемпионом Республики Беларусь 2020 в весовой категории до 77 килограмм, победив досрочно в финале Павла Ляха.
В сентябре 2021 года назначен исполняющим обязанности главного тренера национальной команды по греко-римской борьбе.